# Oleoducto Transarábigo
El  oleoducto transarábigo (Tapline) fue un oleoducto de Qaisumah en Arabia Saudí a Sidón en Líbano. En su apogeo, fue un factor importante en el comercio mundial, ayudando a la vez al desarrollo económico de Líbano, así como en las relaciones políticas entre Estados Unidos y Oriente Medio.

## Historia
La construcción del oleoducto transarábigo comenzó en 1947 y fue principalmente gestionada por la compañía estadounidense Bechtel. Inicialmente, el Tapline debía terminar en Haifa que se encontraba entonces en el Mandato británico de Palestina, pero debido al establecimiento del estado de Israel, se seleccionó una ruta alternativa a través de los Altos del Golán (Siria) y Líbano, con una terminal de exportación en Sidón. El gobierno sirio se opuso inicialmente al plan, pero ratificó la construcción del Tapline en 1949 a consecuencia del golpe de Estado de marzo de 1949, apoyado por Estados Unidos y que derrocó al gobierno democrático. El transporte de petróleo a través del oleoducto empezó en 1950.
Desde la guerra de los Seis Días en 1967, la sección del oleoducto que pasa por los Altos del Golán estuvo bajo ocupación israelí, aunque los israelíes permitieron que continuara funcionando. Tras años de constantes discusiones entre Arabia Saudí, Siria y Líbano acerca de las tasas the tránsito, la aparición de los superpetroleros y averías del oleoducto, la sección a partir de Jordania dejó de funcionar en 1976  El resto de la línea entre Arabia Saudí y Jordania continuó transportando cantidades  modestas de petróleo hasta 1990, año en que los sauditas cerraron el oleoducto en respuesta al apoyo de Jordania a Irak durante la guerra del Golfo. En la actualidad la totalidad del oleoducto es inservible para el transporte de petróleo.

## Características técnicas

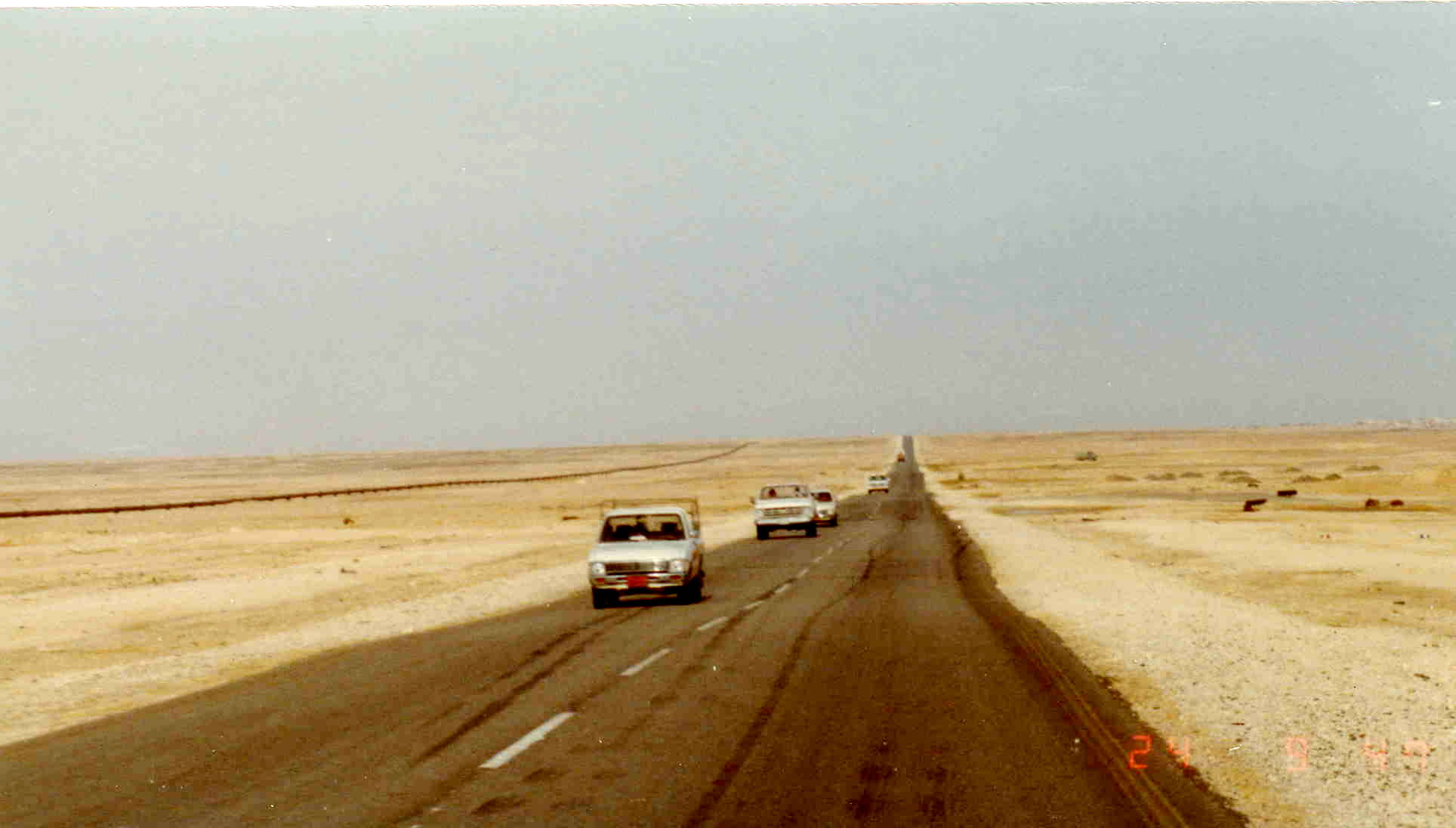
El oleoducto transarábigo al costado de una ruta.

El oleoducto transarábigo medía 1214 kilómetros de largo con un diámetro de 760 milímetros (30 pulgadas). Cuando se construyó era el mayor sistema de oleoductos del mundo. La capacidad inicial del oleoducto era de 300 000 barriles (48 000 metros cúbicos) por día; finalmente llegó a una capacidad máxima de 500 000 barriles (79 000 metros cúbicos), gracias a la adición de varias estaciones de bombeo. Aunque el oleoducto se consideró innovador en el momento de la construcción, si estuviera en funcionamiento hoy en día sería considerado algo obsoleto. En la actualidad, la mayoría de oleoductos de larga distancia construidos en la segunda mitad del siglo XX se han construido con un diámetro de 42 o 48 pulgadas; lo que permite transportar cantidades de petróleo considerablemente mayores. El oleoducto se suministraba de los campos petrolíferos de Abqaiq.
El Tapline ha permanecido como una ruta de exportación potencial para el petróleo del golfo Pérsico hacia Europa y Estados Unidos. Como mínimo un análisis ha indicado que exportar petróleo mediante el Tapline a través de Haifa a Europa, costaría hasta un 40% menos que enviarlo en buques petroleros a través del canal de Suez. A principios de 2005 la rehabilitación del Tapline a un coste estimado de entre 100 y 300 millones de dólares era una de las opciones estratégicas consideradas por el gobierno jordano para satisfacer sus necesidaded de petróleo.

## Compañía del oleoducto
El oleoducto fue construido y gestionado por Trans-Arabian Pipeline Company. Se fundó como una  joint venture entre Standard Oil of New Jersey (hoy ExxonMobil), Standard Oil of California ( hoy Chevron), Texaco (hoy parte de Chevron), and Socony-Vacuum Oil Company (ExxonMobil). Sin embargo, finalmente se convirtió en una filial al 100 % de Aramco. La compañía continuó operando sin transporte de petróleo hasta finales de 2002, cuando Aramco la cerró definitivamente.